# Lukas Mühlemann
Lukas Mühlemann (* 26. Mai 1950 in Zürich) ist ein Schweizer Bankmanager.

## Leben
Nach dem Ende seiner Schulzeit studierte er von 1969 bis 1973 an der Universität St. Gallen Wirtschaftsrecht. Erste Berufserfahrungen machte er bei der IBM im Informationsmarketing von 1973 bis 1975. Danach studierte er bis 1977 Betriebswirtschaftslehre an der Harvard Business School in Boston, Massachusetts.
Im Anschluss an das Studium wurde er 1977 Mitarbeiter bei der Unternehmensberatungsfirma McKinsey & Company. 1989 übernahm er die Niederlassungen der McKinsey & Company in der Schweiz.
Am 1. September 1994 trat er eine Stelle als Chief Executive Officer (CEO) bei der Schweizerischen Rückversicherungs-Gesellschaft in Zürich an. Dort wurde er auch ab November desselben Jahres Mitglied des Verwaltungsrates und ab 1996 gewählter Vizepräsident.
Im gleichen Jahr wechselte er zur Credit Suisse, wo er 1997 Vorsitzender der Geschäftsleitung und 2000 Präsident des Verwaltungsrates war. In der Zeit des „Groundings“ der Swissair war er auch dort Verwaltungsrat der Gesellschaft. 2001 trat er zurück. Seitdem ist er bei verschiedenen kleineren Banken und Firmen tätig und berät wohlhabende Kunden. Im Jahre 2008 erhob die Justiz in Argentinien Haftbefehl gegen Mühlemann. Er soll dort mit noch weiteren Bankmanagern der JP Morgan Chase für die Vernichtung von 400 Millionen Franken Spargeldern verantwortlich sein.
Sein privates Vermögen wurde 2006 auf über 100 Millionen Franken geschätzt.